# Войлово (Псковська область)
Войлово (рос. Войлово) — присілок в Куньїнському районі Псковської області Російської Федерації.
Населення становить 19 осіб. Входить до складу муніципального утворення Пухновська волость.

## Історія
Від 2015 року входить до складу муніципального утворення Пухновська волость.

## Населення
| 2001 | 2002 | 2010 |
| ---- | ---- | ---- |
| 58   | ↘43  | ↘19  |